# うずしおライン
うずしおラインは、兵庫県南あわじ市にかつて存在した総延長約20kmの有料道路「南淡路道路」の愛称である。また、無料開放後の下記県道同区間の愛称でもある。
- 兵庫県道25号阿万福良湊線（福良甲 - 福良乙 - 福良丙 - 阿那賀）
- 兵庫県道237号鳴門観潮線（福良丙）
- 兵庫県道477号阿那賀市線（阿那賀 - 伊加利 - 志知奥 - 志知口 - 志知飯山寺 - 志知南 - 志知 - 市徳長 - 榎列小榎列）

## 概要
福良港とともに四国への玄関口であった阿那賀港と国道28号を結ぶ有料道路として1966年（昭和41年）4月に兵庫県が開設。さらに鳴門岬（門崎）を経て福良を結ぶ区間が1969年（昭和44年）4月に開通。1971年（昭和46年）に兵庫県道路公社が継承。1987年（昭和62年）10月8日に無料開放された。

## 歴史
- 1966年（昭和41年）4月1日 : 志知 - 阿那賀間で南淡路有料道路供用[2]。

当時の阿那賀港は、淡路島と鳴門海峡を挟んで対峙する四国側の大毛島（徳島県鳴門市）の亀浦港（鳴門公園付近）に連絡する淡路フェリーボートが発着しており、阪神と四国を結ぶ重要な路線であった。フェリーの運航便数は1日に36便で所要時間は18分と、国道28号の福良港からの鳴門フェリー（12便、50分）よりも便利であった。なお、淡路島側と同様に、大毛島側と四国本土の間も小鳴門橋（徳島県道11号鳴門公園線）と鳴門スカイライン（徳島県道183号亀浦港櫛木線）が別ルートで結んでいた。こちらも無料開放されている。
- 1969年（昭和44年）4月1日 : 阿那賀 - 鳴門岬 - 福良間が開通。

鳴門の渦潮が望める門崎を経由する観潮ラインとして福良まで開通。4月8日にはうずしおレストランが営業を開始している。
- 1985年（昭和60年）6月8日 : 大鳴門橋を含む本四道路（現在の神戸淡路鳴門道）の西淡出入口・鳴門北インターチェンジ間が開通。

大鳴門橋の開通により国道28号と阿那賀港とを結ぶ役割を終える。しかし、西淡出入口がうずしおラインと接続されていたことから、西淡三原インターチェンジが完成するまでの2年弱の間は、「鳴門海峡を渡るためのアクセス道路」としての重要な役割を、大鳴門橋開通前と同様に担っていた。なお、西淡出入口とは暫定的に設置された出入口であって現存しない。場所は現在の71.2キロポストが置かれている付近（北緯34度16分41秒 東経134度42分20秒 / 北緯34.27806度 東経134.70556度、近隣に南あわじ市衛生センター）にあった。
- 1987年（昭和62年）10月8日 : 無料開放。

洲本インターチェンジ・西淡出入口間が開通し、洲本市と鳴門市が高速道路によって直に結ばれるようになった。これに合わせてうずしおラインは無料開放された。ただし、淡路島南インターチェンジが接続されていることから、現在においても「鳴門海峡を渡るためのアクセス道路」としての機能を少なからず果たしている。なお、国土交通省によると淡路島南インターチェンジの1日あたりの利用台数は約2,000台である。

## 当時の通行料
| 区間                  | 通行料（普通車） | 備考 |
| --------------------- | ---------------- | --- |
| 福良甲-福良丙～阿那賀 | 200円            | いずれの出入口を利用しても可                                                                             |
| 阿那賀-榎列小榎列     | 150円            | 西淡出入口では本州四国連絡道路の同出入口 - 淡路島南IC間の料金（普通車の場合100円）と合算して収受していた |

## 制限速度
- 福良甲-福良丙-阿那賀 : 40km/h
- 阿那賀-榎列小榎列 : 50km/h

## 接続道路
- 国道28号（福良甲）
- E28 神戸淡路鳴門自動車道（阿那賀）
- 兵庫県道31号福良江井岩屋線（志知）
- 兵庫県道66号大谷鮎原神代線（榎列小榎列）
- 兵庫県道478号市八木線（榎列小榎列）

## 沿道施設
- 南あわじ市立福良小学校（福良乙）
- グランドメルキュール淡路島リゾート＆スパ（福良丙）
- 休暇村南淡路（福良丙）
- 道の駅うずしお（福良丙）
- 大鳴門橋記念館（福良丙）
- 南あわじ市立西淡志知小学校（志知飯山寺）
- 陸の港西淡（志知）
- マルナカ南あわじ店（志知）